# Steven Ogg
Steven Ogg (Edmonton, 4 november 1973) is een Canadese acteur. Ogg is vooral bekend dankzij zijn rol als Simon in de succesvolle serie The Walking Dead en Grand Theft Auto V, waar hij de stem en motion capture van Trevor Philips is.

## Carrière
Na zijn verhuizing naar  New York acteerde Ogg in de series Law & Order & Third Watch.
Na een lange tijd er tussen uit te zijn geweest, kreeg Ogg in 2013 een grote rol in het videospel Grand Theft Auto V. Hier sprak hij de stem in van Trevor Phillips en was hij tevens diegene achter de motion capture van deze personage.
In 2015 had Ogg een bijrol in de serie Better Call Saul, een spin-off van Breaking Bad.
Zijn bekendste rol kreeg hij in 2016, waar hij 2 jaar lang meespeelde in de serie The Walking Dead. Hier had hij de rol van Simon, een lid van de groep The Saviors. Hij verscheen als eerste in de laatste aflevering van seizoen 6 en zou uiteindelijk in 13 afleveringen meespelen.